# Đước bầu rượu cạn
Đước bầu rượu cạn hay đước bầu rượu cạn vân nam (danh pháp khoa học Pellacalyx yunnanensis) là một loài thực vật thuộc chi Pellacalyx của họ Rhizophoraceae. Loài này phân bố chủ yếu ở Trung Quốc. Tại đây nó được gọi là 山红树 (sơn hồng thụ), nhưng cũng hiếm thấy. Nó sinh sống trong rừng ở độ cao 800-1.200 m tại miền nam tỉnh Vân Nam.
Tại Việt Nam, đước bầu rượu cạn phân bố tại Khu bảo tồn thiên nhiên Xuân Liên ở tỉnh Thanh Hóa và Vườn quốc gia Xuân Sơn ở Phú Thọ.